# Elia XI (X) Marogin
Elia XI Marogin (Maraugin o Marawgin) (... – Monastero di Rabban Ormisda, 14 dicembre 1722) è stato un vescovo cristiano orientale siro, patriarca della Chiesa d'Oriente della linea Elia dal 1700 al 1722.
Poiché un patriarca di nome Elia VI non è mai esistito, benché censito nelle cronotassi tradizionali dei patriarchi della Chiesa d'Oriente, il numero ordinale corretto di Elia XI è quello di Elia X.

## Biografia
Secondo David Wilmshurst è probabile che Elia XI sia da identificare con il natar kursya di nome Ishoʿyahb (o Ishuyau), documentato come metropolita e erede al trono patriarcale dal 1693 al 1700.
Elia X morì il 17 maggio 1700, e gli succedette Elia XI, che governò la Chiesa d'Oriente per 23 anni e morì il 14 dicembre 1722, come attesta il suo epitaffio, conservato nel monastero di Rabban Ormisda, che fu probabilmente sede del suo patriarcato.
Durante il suo patriarcato furono riallacciati i rapporti con i nestoriani dell'India, per i quali nel 1708 il patriarca consacrò il vescovo Mar Gabriel, che riuscì a raggiungere il Malabar per rilanciare la locale comunità cristiana siriaca orientale.
Sono due i natar kursya di Elia XI, documentati dalle fonti coeve, Ishoʿyahb (o Ishuyau) e Hnan-Isho (o Khnanishu). Quest'ultimo è menzionato dal 1719 al 1722 e probabilmente fu il successore di Elia XI.